# Willy Hautvast
Willy Hautvast (ur. 31 sierpnia 1932 w Amby, Maastricht, zm. 6 maja 2020 w Nijmegen) – holenderski klarnecista, dyrygent i kompozytor.

## Kariera
Studiował w konserwatorium w Maastricht na kursie klarnetu. Został solistą klarnetu w holenderskim Royal Navy Band od 1951 do 1974 roku. Został także aranżerem, zaaranżował około 250 utworów  w Royal Air Force Chapel. Od 1960 roku zaczął publikować i wydać w sumie około 300 kompozycji i aranżacji. W 1970 roku otrzymał nagrodę Hilvarenbeekse Muziekprijs za kompozycję „Festal Suite”. W 1974 roku został dyrektorem wydziału klasycznego w Music Education Center The Lindernberg w Nijmegen. Dyrygował kilkoma orkiestrami.
W 1991 roku został kawalerem Orderu Oranje-Nassau.

## Życie prywatne
Hautvast urodził się w Amby, dzisiejszej (od 1970) dzielnicy Maastricht i był synem profesjonalnego muzyka. Jego brat Guus Hautvast grał na oboju na Promenade-Orkest.
Hautvast zmarł w Nijmegen 6 maja 2020 roku wieku 87 lat.